# 의역
의역(意譯)은 '직역'과 달리 뜻은 조금 다르지만 같은 의미로 번역하는 것이다. "의역"을 할 경우, "직역"할 때보다 내용에 대한 쉬운 접근을 이룰 수 있어, 더 자연스러운 번역을 할 수 있다.

## 역사
로마 카톨릭 신부, 신학자, 역사가인 제롬은 다마수스 교황이 복음의 기존 번역을 검토하고 보다 신뢰할 수 있는 라틴어 번역본을 작성하라는 임무를 받았을 때 이 번역 방법을 개발하면서 "의미적"(sense-for-sense)이라는 용어를 만들었다. 그는 "팜마키우스에게 보낸 편지"에서 이 방법을 설명했다. 그는 가장 오래된 그리스어 사본을 수집하여 고대 라틴어 역본과 비교함으로써 이전 번역자들의 실수는 물론 비평 학자의 변경, 부주의한 필사자의 오류를 바로잡는 틀을 채택하고, 성경을 원래 의미에 최대한 가깝게 역본으로 번역했다.

## 같이 보기
- 직역